# Pterolophia nitidomaculata
Pterolophia nitidomaculata là một loài bọ cánh cứng trong họ Cerambycidae.